# Henrique Horta dos Santos
Henrique Horta dos Santos (Bissau, 24 de junho de 1959) é um economista guineense que actuou como Ministro da Economia e Finanças no governo de Baciro Djá em 2016.

## Biografia
Licenciou-se em Ciências Económicas na Universidade Martinho Lutero em 1981/1986. Foi director-geral do Tesouro, em 2001/2002. Foi Director-geral do ex-Banco Regional de Solidariedade (BRS), em 2005/2007. Dempenhou a função do director-geral da Direcção geral de Investimento Privado. Foi ministro da Economia e Finanças em 2016 no executivo de Baciro Djá.